# Athée (Côte-d’Or)
Athée ist eine französische Gemeinde mit 794 Einwohnern (Stand 1. Januar 2022) im Département Côte-d’Or in der Region Bourgogne-Franche-Comté. Sie gehört zum Arrondissement Dijon und zum Kanton Fontaine-lès-Dijon. Umgeben wird Athée von der Gemeinde Magny-Montarlot im Norden, von Poncey-lès-Athée im Osten, von Villers-les-Pots im Süden und von Collonges et Premières im Westen.

## Bevölkerungsentwicklung
| Jahr                       | 1962 | 1968 | 1975 | 1982 | 1990 | 1999 | 2006 | 2013 | 2019 |
| Einwohner                  | 472  | 499  | 531  | 610  | 593  | 600  | 694  | 778  | 781  |
| Quellen: Cassini und INSEE |      |      |      |      |      |      |      |      |      |